# Săbăreni
Săbăreni est une commune du județ de Giurgiu en Roumanie.